# Sora, Frosinone
Sora är en ort och kommun i provinsen Frosinone i regionen Lazio i Italien. Kommunen hade 25 956 invånare (2018).
Sora var den första huvudstaden för Hertigdömet Sora.